# Pelourinho de Ruivães
O Pelourinho de Ruivães localiza-se em Ruivães, na freguesia de Ruivães e Campos, município de Vieira do Minho, distrito de Braga, em Portugal.

## História
Remonta, possivelmente, ao século XVI.
Encontra-se classificado como Imóvel de Interesse Público desde 1933.

## Características
É constituído por uma coluna cilíndrica de granito com base quadrada, erguendo-se sobre três degraus de altura desigual e é encimado por um capitel. O ábaco quadrado suporta um paralelepípedo maciço onde estão gravadas letras e desenhos. Entre o ábaco e a pirâmide estão espetados uns ganchos de ferro recurvados, que, segundo a tradição, serviam para pendurar as cabeças dos condenados à pena capital.